# Pierre de Vielle-Bride
Pierre de Vieille-Brioude, o Vieille-Bride fou el divuitè Mestre de l'Hospital. Pertanyia a la família dels castlans de la Vieille-Brioude, al sud de l'Alvèrnia (avui dia situat al departament de l'Alt Loira).
Apareix a Orient el mes de febrer de 1217, al voltant del mestre Guerin de Montacute, un altre hospitaler de l'Alvèrnia, concretament de Montaigut. Va succeir en el càrrec de mestre a Bertrand de Comps el 1240 i va sojornar sis mesos al castell de Margat, a Síria, en el marc de la guerra contra el soldà d'Alep.
El 17 d'octubre de 1244, els hospitalers, juntament amb els templers, els cavallers teutònics i un contingent local van enfrontar-se amb els corasmis a la batalla de la Forbie prop de Gaza. La batalla va ser un desastre per als ordes militars, només divuit templers i setze hospitalers van poder-se escapar. Vieille-Brioude es creia que havia estat víctima, però sembla que fou fet presoner al Caire.
El seu epitafi, a la capella funerària de l'església de Sant Joan d'Acre, no esclareix la data exacta de la seva mort. Coneixem un Pierre de la Vieille-Brioude que signa com a testimoni en una carta hospitaler ade 1253.
Dos membres de la seva família, contemporanis seus, portaven una àguila bicèfala desplegada a l'escut.